# MØ
Карен Марі Ерстед Karen Marie Ørsted, більш відома під сценічним ім‘ям MØ (нар. 13 серпня 1988, Оденсе) — данська співачка і авторка пісень. Співпрацює з Sony Music Entertainment.

## Біографія
Народилася в Оденсе.
Дебютний альбом випущено в березні 2014 року.
Співпрацювала з австралійською реп-виконавицею Іггі Азалією 2014 року над синглом «Beg for It», який досяг № 27 в американському чарті Billboard Hot 100.
Наступного року MØ записала з Major Lazer і DJ Snake хіт «Lean On», що посів № 1 в Австралії, № 2 у Великій Британії і № 4 в США.

## MØ і Україна
Зняла музичне відео на пісню «Kamikaze» у Києві.
У кліпі знялися місцеві артисти:
|                                        | Іноді коли ви знімаєте відео, ви обираєте для нього усіх цих красивих моделей, і вам доводиться вдавати, що ви друзі, і це так недоладно і нещиро. Але тут усі ці люди були такі автентичні, справжні, і ми так гарно зблизилися. Вони нагадали мені моїх старих друзів |
| — Карен Ерстед в інтерв'ю BBC Україна. | |

Відео зняли серед напівзруйнованих будівель і випалених пусток української столиці. MØ переконує, що воно стало ідеальним поєднанням «піску й гламуру», якого вона намагається досягти у своїй музиці.

## Псевдонім
MØ це абревіатура для її середніх і останніх ініціалів, MØ також означає «діва» або «діви» данською мовою.

## Дискографія

### Альбоми
- No Mythologies to Follow (Chess Club, RCA Victor) (7 березня 2014)

### Пісні
- «Glass» (2013)
- «Pilgrim» (2013)
- «Waste of Time» (2013)
- «XXX 88» (feat. Diplo) (2013)
- «Don't Wanna Dance» (2014)
- «Say You'll Be There» (2014)
- «Walk This Way» (2014)

#### В співпраці
- «One More» (Elliphant з MØ) (2014)
- «Beg for It» (Iggy Azalea з MØ) (2014)
- «Lean On» (Major Lazer i DJ Snake з MØ) (2015)

#### Запрошена співачка
- «Dear Boy» (Avicii) (2013)

## Відеороботи
| Назва                                     | Рік  | Режисер              |
| ----------------------------------------- | ---- | -------------------- |
| Glass                                     | 2013 | Casper Balslev       |
| Let the Youth Go Mad (Broke featuring MØ) | 2013 | Ian Isak Ploug Ochoa |
| Pilgrim (MS MR Remix)                     | 2013 | Esben Weile Kjær     |
| Waste of Time                             | 2013 | Anders Malmberg      |
| XXX 88 (feat/ Diplo)                      | 2013 | Tim Erem             |
| Don't Wanna Dance                         | 2014 | Georgia Hudson       |
| Walk This Way                             | 2014 | Emilie Rafael        |
| One More (Elliphant feat. MØ)             | 2014 | Tim Erem             |
| Lean On (Major Lazer & DJ Snake feat. MØ) | 2015 | Tim Erem             |
| Kamikaze                                  | 2015 | Truman & Cooper      |